# Catena Taruntius
La Catena Taruntius è una struttura geologica della superficie della Luna.